# Embalse de Montijo
El embalse de Montijo es una obra de ingeniería hidroeléctrica construida en el curso medio del río Guadiana. Está localizado cerca de la ciudad de Mérida. La presa se sitúa a 20 km de Montijo, la localidad que le da nombre, en la provincia de Badajoz, Extremadura, España.
El embalse desempeña un papel crucial en el abastecimiento de agua y en el riego de las tierras circundantes, contribuyendo significativamente al desarrollo agrícola de la región. Además, su entorno natural es un punto de encuentro para diversas especies de aves durante todo el año, lo que ha llevado a su designación como Zona de Especial Protección para las Aves (ZEPA).